# Wiesław Wraga
Wiesław Wraga (ur. 14 sierpnia 1963 w Stargardzie Szczecińskim) – polski piłkarz występujący na pozycji pomocnika, reprezentant Polski.

## Życiorys
Urodził się w Stargardzie Szczecińskim. W roku 1981/1982 grał w drugoligowym zespole Błękitni Stargard. Po spadku zespołu z II ligi przeszedł do łódzkiego Widzewa. Już w pierwszym sezonie gry w klubie, 1982/1983, Wraga wystąpił w 22 spotkaniach ligowych, zdobywając jednocześnie 3 bramki. Pierwszą z nich strzelił w swoim debiucie w drużynie – w spotkaniu ze Stalą Mielec, zremisowanym 1:1. Rok ten był również pierwszym rokiem występów Wragi w europejskich pucharach. Debiutował w spotkaniu Pucharu Mistrzów w La Valeccie, zmieniając w 64. minucie Włodzimierza Smolarka. Widzew wygrał spotkanie z tamtejszym Hibernians 4:1, Wraga jednak bramki nie strzelił. Piłkarz musiał poczekać na to jeszcze niecałe 2 miesiące. Wtedy to, w rewanżowym spotkaniu z Rapidem Wiedeń, przesądził o wygranej łódzkiego klubu. Wraga swoją obecność odnotował jeszcze w kolejnym spotkaniu, zdobywając drugą bramkę w meczu z Liverpoolem. Ostatecznie przygoda widzewiaków zakończyła się na półfinale – pogromcą łodzian okazał się dopiero Juventus F.C. ze Zbigniewem Bońkiem w składzie. Uwieńczeniem tego, pierwszego w profesjonalnej karierze Wragi, sezonu było trzecie miejsce zdobyte na młodzieżowych Mistrzostwach Świata, zdobyte wspólnie z takimi graczami jak Jarosław Bako, Józef Wandzik, czy Marek Leśniak.
Kolejny sezon nie był już jednak tak bardzo udany dla piłkarza. Wystąpił co prawda w 30 spotkaniach ligowych, lecz strzelił tylko jedną bramkę. W Pucharze UEFA wystąpił we wszystkich czterech spotkaniach, bramki jednak nie strzelił. W następnych sezonach Wradze również nie wiodło się dobrze. W barwach Widzewa wybiegł na boisko 162 razy w lidze, zdobywając 12 bramek i 22 razy w europejskich pucharach, strzelając 5 goli. Wraga zakończył zawodową karierę w związku z problemami zdrowotnymi. Wyjechał do Finlandii, gdzie przez 3 lata występował – tylko dla przyjemności – w klubie Oulun Palloseura. Po sezonie 1992 spędzonym w Oulu, Wraga zakończył, w wieku zaledwie 29 lat karierę. Głównym powodem takiej decyzji były kłopoty zdrowotne.
Wraga jeden raz zagrał w reprezentacji Polski. Miało to miejsce 7 października 1986 podczas towarzyskiego spotkania z Koreą Północną.